# 石竹叶龙胆
石竹叶龙胆（学名：Gentiana caryophyllea）为龙胆科龙胆属的植物。分布在缅甸东北部以及中国大陆的云南等地，生长于海拔4,000米至4,300米的地区，常生于山坡草地，目前尚未由人工引种栽培。